# 死の勝利 (ブリューゲル)
『死の勝利』（しのしょうり、蘭: De triomf van de dood, 英: The Triumph of Death）は、ルネサンス期フランドル地方の画家ピーテル・ブリューゲル（1525年? - 1569年）による油彩画である。制作年は1562年頃と推定されている。マドリード・プラド美術館所蔵。

## 「死の舞踏」と「死の勝利」

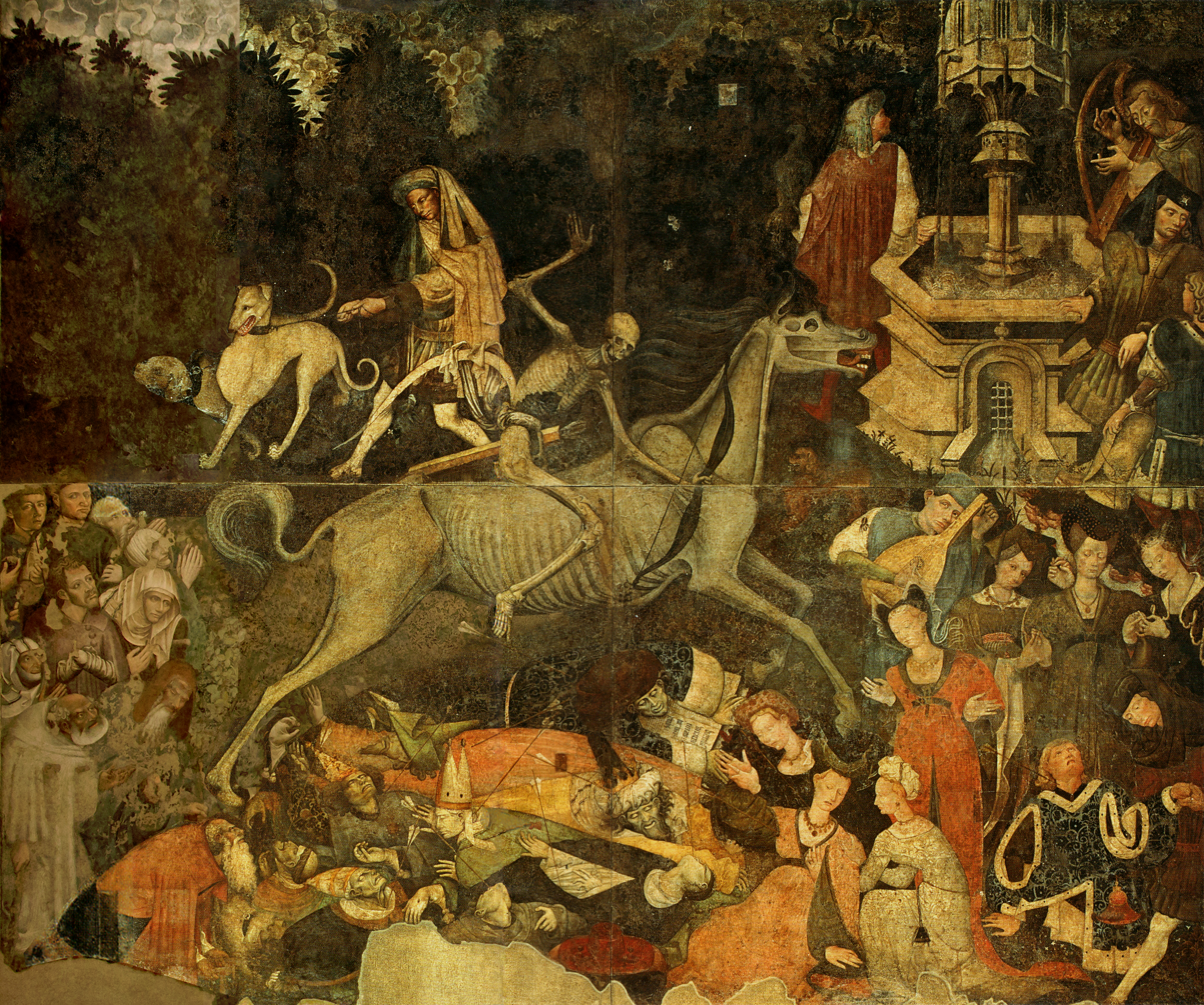
「死の勝利」の作例。スクラファーニ宮殿（パレルモ）のフレスコ画（15世紀中頃）。現在はシチリア州立美術館所蔵。

14世紀中頃にヨーロッパ全土を席巻したペストの大流行は、人々の死生観に大きな影響を与えた。有効な治療法もなく、現世のいかなる地位・武力・富も意味を成さず、あらゆる階級の人々が為す術もなく死んでいく社会情勢の中で、「メメント・モリ」（羅語：memento mori、「死を記憶せよ」）の警句が言い習わされるようになった。そして、キリスト教美術における教訓画として「死の舞踏」および「死の勝利」の様式が普及していった。
死の舞踏は、骸骨の姿で擬人化された「死」が生者に語りかけ、やがて老若男女や身分職業を問わずあらゆる人々の手を取り、踊りながら墓地すなわち死の世界へと導いていくという様式である。特にドイツの画家ハンス・ホルバインによる死の舞踏の木版画（1538年出版）は著名で、ブリューゲルにも知られていたと思われる。
一方、死の勝利は、骸骨姿の死があらゆる階級の生者へと襲いかかり、容赦なく蹂躙するという様式で、より恐怖や凄絶さにあふれたものである。このテーマは特にイタリアでフレスコ画として発達し、ピサのドゥオモ広場のカンポサントや、パレルモのスクラファーニ宮殿、クルゾーネの教会などに作例が見られる。ブリューゲルは1552年にフランスのリヨンとスイスを経てイタリア旅行へ出発し、1554年ないし55年にアントウェルペンに帰るまでイタリア各地に滞在したが、このイタリア旅行の間に前述の壁画を始めとしたいずれかの「死の勝利」の作例を目にしていた可能性が高い。
この「死の舞踏」と「死の勝利」という2つの伝統的様式を融合して描かれたのがブリューゲルの作品である。本作には年記がないが、その世界観は初期フランドル派の先人ヒエロニムス・ボスの影響を受けつつも ブリューゲル独自の解釈がなされていることから、近似の作例である『悪女フリート』や『叛逆天使の墜落』に近い1562年頃の制作と推定されている。現在の所蔵館であるプラド美術館には1827年に渡った。

## 作品各部

### 遠景
遠景では火山が噴火し塔が燃え上がり、また海上では複数の船が火災を起こしあるいは沈没している。空は暗く、それらの地域が既に死に制圧されたことが暗示されている。その遠方から、無数の死の軍勢が前方に進軍している。中央では人々が武器を取り死の軍勢に立ち向かっているが、全く歯が立たない。左右の丘では、斬首刑・絞首刑・車輪刑・火刑・猛獣刑など、様々な処刑方法で人々が命を奪われている。左側の丘では2体の骸骨が斧を振るって次々に木を伐採し、別の骸骨2体は木に吊るされた鐘を撞いている。

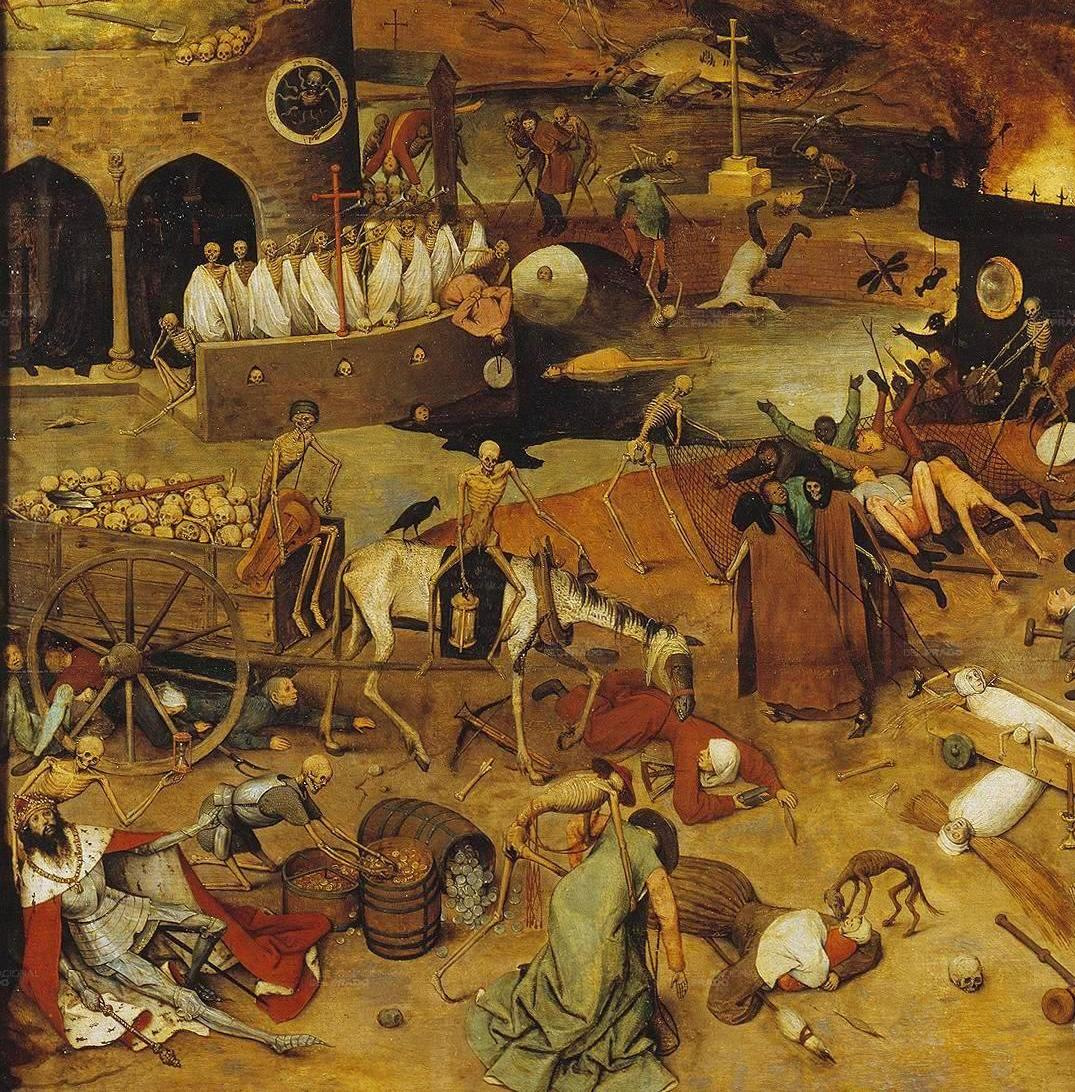
左前景

### 画面左前景
左下では見事な王冠や甲冑に身を固めた王が、砂時計を持った骸骨によって突然死を遂げ、彼が樽に溜め込んだ金貨・銀貨は別の骸骨にかすめ取られている。その右ではローブを着た枢機卿が、赤い帽子を被って彼のまねをした骸骨によって死の世界に連れ去られようとしている。母親は我が子を抱いたまま事切れ、赤子は犬の餌食にされようとしている。その背後では、髑髏を満載した荷車を牽く馬車が進んでいる。その車輪の下では幾人もの人が轢き殺され、荷車に腰掛けた骸骨はのんびりとハーディ・ガーディを奏でている。馬の蹄に踏みつけられようとする婦人の手には杼と糸切り鋏が握られているが、細い糸が鋏の刃に掛かって今にも切れそうであり、彼女の命運が尽きようとしていることを暗示している。
水辺では、人々が水に突き落とされ溺死させられている。首に重りを付けられた者、足を引っ張られ水へ引きずり込まれる者、抵抗するも複数の骸骨に突き落とされようとしている者らが見え、また数名の人々が網に捕らわれている。トーガをまとった骸骨達は、高らかに勝利のラッパを吹き鳴らしている。

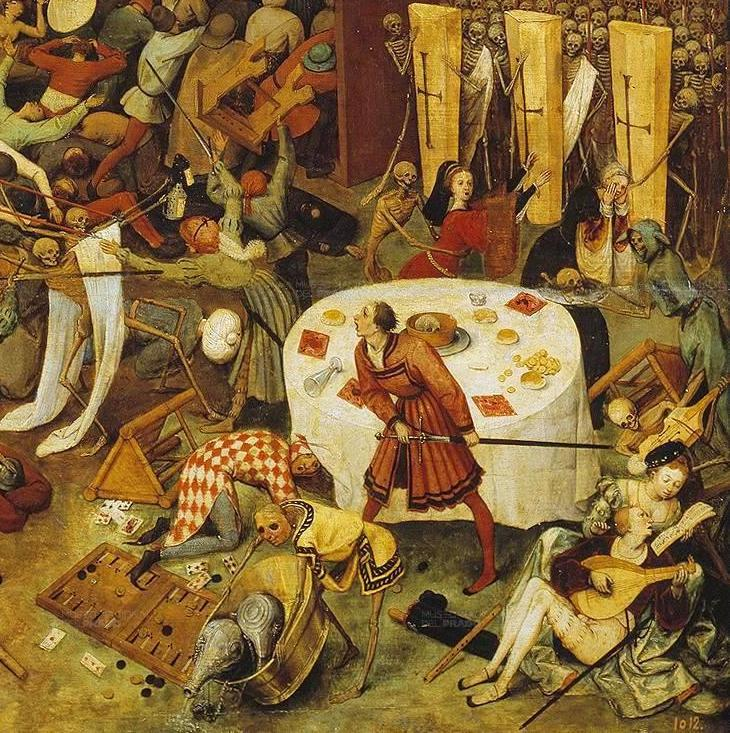
右前景

### 画面右前景
大鎌を構えた騎馬の骸骨が人々に襲いかかり、慄く人々は将棋倒しになっていく。逃げ出す人々も、骸骨が落とし戸を上げて待ち構える巨大な箱罠に誘い込まれているに過ぎない。前景中央では、横たわった巡礼者が骸骨に喉を切り裂かれている。右手前では、遊興のテーブルに死がなだれ込んでいる。トランプやバックギャモンのボードはひっくり返され、道化師はテーブルの下に逃げ込もうとしている。剣を抜き抵抗を試みる男の前では、道化師のマスクをかぶった骸骨がワインを地に流し捨てている。テーブルの奥では、2人の夫人が食後の情事の戯画化で 骸骨に抱きつかれたり、皿に盛った髑髏をすすめられたりして恐怖に慄いている。最も右下では、周囲の惨状とはかけ離れたかのようにカップルが音楽を楽しんでいるが、その背後にはヴァイオリンを弾く骸骨が迫っており、逃れられない終末からなお目を背けて享楽にふける人間への皮肉が込められている。

## 評価
画家ブリューゲル及び本作の作風にはヒエロニムス・ボスの強い影響が指摘されるが、本作の荒涼とした焦土の幻想風景はボスとは異なるものであり、あの世の地獄を描いた画家がボスであるのに対し、この世の地獄を描いた画家がブリューゲルであると評されている。ブリューゲルの画業及びボスとの関連について、16世紀の画家・人文主義者ドミニクス・ランプソニウスは『ネーデルラントの著名画家の肖像画集』（1572年）の中で、「このボスは誰なのだ。新たにこの世に生まれたヒエロニムスとは。師の才気に満ちた空想を模倣し……みるみる間に師を凌いでしまうほどの男とは。」と評している。
ブリューゲルの20数年後に生まれたフランドルの画家・詩人・伝記作家であるカレル・ヴァン・マンデル（1548年 - 1606年）が250人以上の画家の生涯と業績を記した書『画家列伝（画家の書）』（1604年）には、ブリューゲルの評伝も記されている。マンデルはその中で、作品名を明記しないまま「ブリューゲルはまた……死に抗うあらゆる手段が描かれている作品……を制作した」と記しているが、その記述は間違いなく本作を指しているとも分析される一方、本作の描写はとても「死に抗う」ものとは言えず、確定はできないとの意見もある。
ブリューゲル研究を専門とする 美術史家の森洋子は本作について、作中に描かれた拷問や処刑の方法は恐らく当時の実例でドキュメンタリーの迫力が生み出されているとともに、「死を記憶せよ（メメント・モリ）」という中世以来の教訓をイメージ化した最高の傑作であると評価した上で、天災・事故・民族対立・テロリズム・エイズ等の新たな疫病など、今なおいたる所で大量死が生み出される世界の中で、現代人にとっても示唆に富んだ痛烈な教訓画であると評している。

## 子による複製

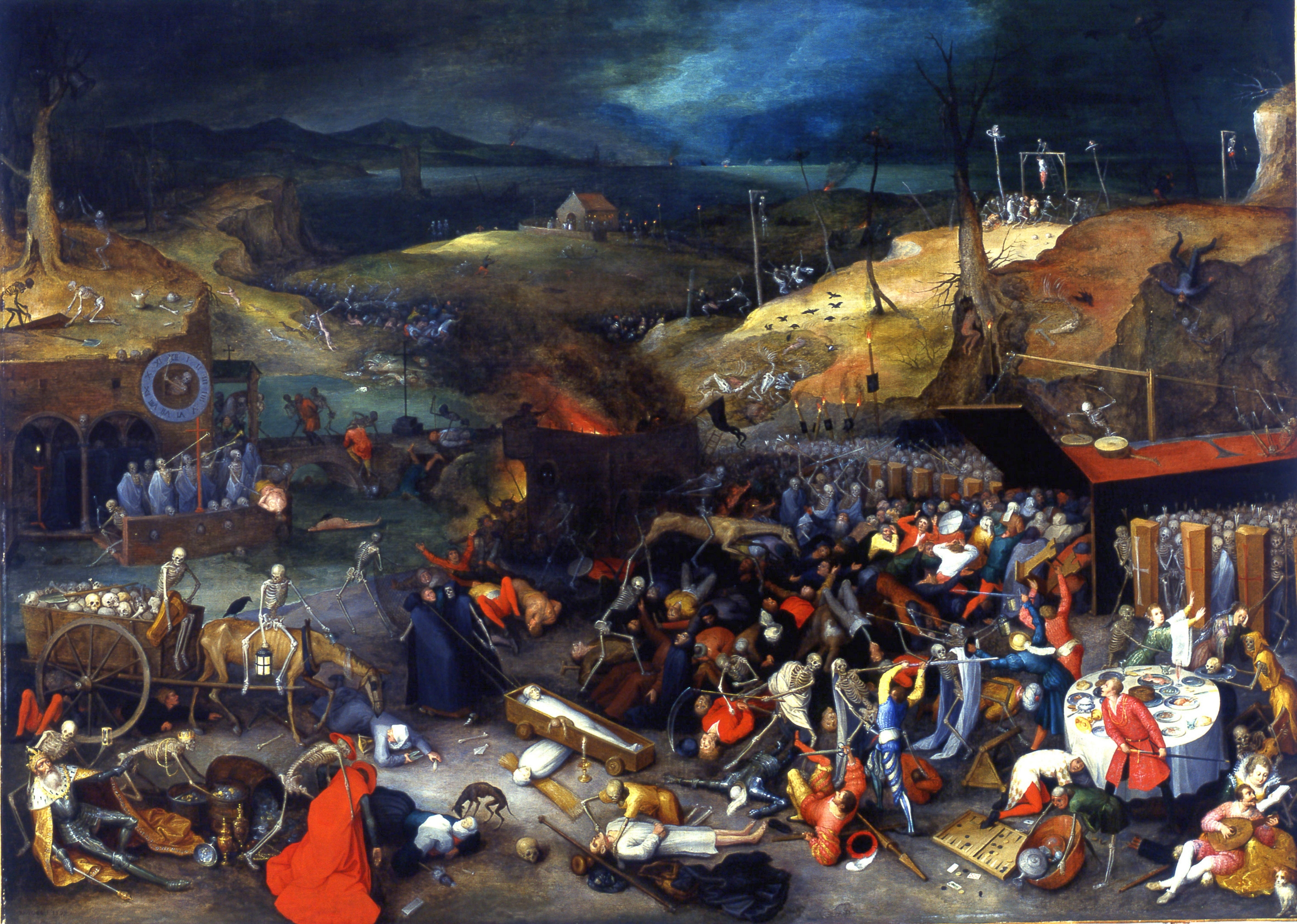
ヤン・ブリューゲル『死の勝利』（1597年）グラーツ・ヨアネウム州立博物館所蔵。

本作は、ブリューゲル（大ピーテル、ピーテル・ブリューゲル1世）の2人の息子、長男ピーテル・ブリューゲル2世（小ピーテル）と次男ヤン・ブリューゲルのそれぞれによって、複製画が制作されている。
小ピーテルの作品は1987年にアメリカ合衆国で偶然発見された。ルイジアナ州でピーター・パットナムという男性が交通事故で死亡した際、彼の遺品の中に含まれていたものである。ピーター・パットナムの母親ミルドレッドは、石油王ジョン・ロックフェラーの共同経営者サミュエル・アンドリューズの娘で、ミルドレッドは父の遺産を相続して基金を設立し、美術品の収集や寄贈を行っていた。洗浄・修復作業の結果、この複製画が小ピーテルの作であることと、1626年の制作であることが明らかになった。この制作年代については、前年の1625年に弟ヤンとその子ども達をコレラによって失った小ピーテルが、追悼のために制作したものとする説がある。また、作中に描かれた旗の中に「1526年」と描かれていることも注目された。父の作品では髑髏の入ったボウルが置かれていた画面右下のテーブルの上に、飾りつきのケーキが置かれる改変が加えられていることもあり、この絵は父大ピーテルの生誕100年を記念して描かれたもので、小ピーテルの作品はこれまで不確定であった大ピーテルの生年を1526年と確定させる手掛かりになるのでは、とする説も唱えられている。このアメリカで発見された小ピーテルの作品は発見後ミルドレッド・アンドリューズ基金が所蔵していたが、2000年に売却されたと言われ、現在は所在不明となってしまっている。
ヤンの作品は1597年の制作で、現在はグラーツのヨアネウム州立博物館に所蔵されている。構図などはほぼ忠実な父の作品のコピーであるが、左下の王が父の作品では黒髪の壮年の人物なのに対し、息子たちの作品では白髪・白髭の老王となり、突然の死という意味合いが薄れているなど、細部や色彩には違いが見られる。